# Adolfo Meléndez Cadalso
Adolfo Meléndez Cadalso   (la Corunya, 2 de juny de 1884 - Madrid, 4 de juny de 1968) va ser president del Reial Madrid després de Carles Padrós. Va estar en el càrrec des del 1908 fins al 1910 i, posteriorment, va tornar a ocupar-lo de 1913 a 1916. El 1940 va tornar a ser president de nou.
Ha estat l'únic president del Reial Madrid, juntament amb Florentino Pérez, que ha ocupat el càrrec en dos períodes no consecutius.